# Peterson-Dumesnil House

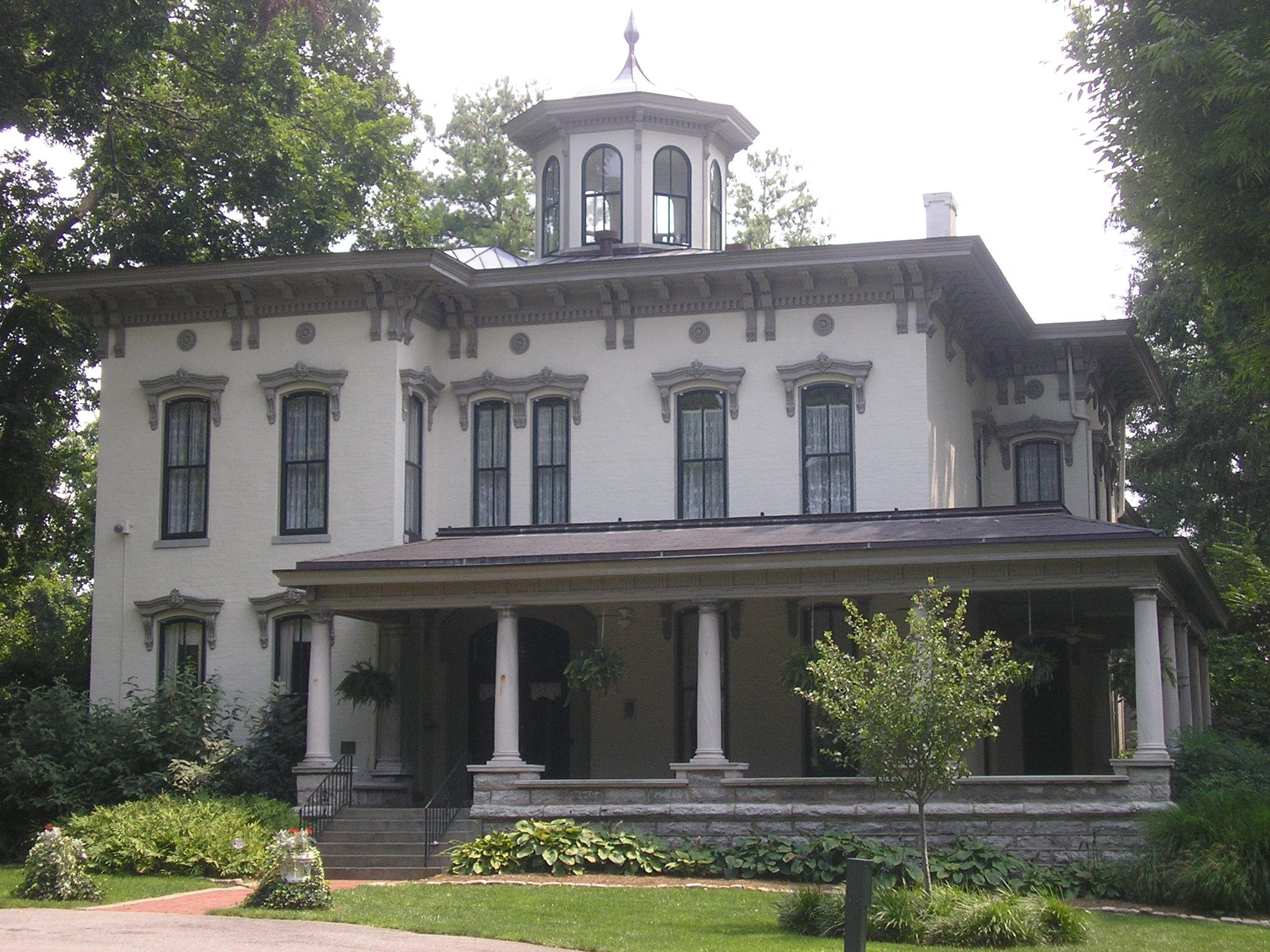
Peterson-Dumesnil House, 2009

Das Peterson-Dumesnil House ist ein Haus im Italianate-Stil im Stadtviertel Crescent Hill von Louisville in Kentucky, Vereinigte Staaten. 
Das Anwesen ist einer der letzten noch verbliebenen größeren Landsitze, die Ende des 19. Jahrhunderts durch Einwohner Louisvilles östlich der Stadt gebaut wurden. Von allen Landsitzen liegt es der Innenstadt von Louisville am nächsten.
Hauptsächlich aus diesem Grund wurde es am 31. Oktober 1975 dem National Register of Historic Places hinzugefügt.

## Geschichte
Das Haus wurde 1869 oder 1870 auf einem 31 Acre (rund 12 Hektar) großen Grundstück erbaut. In der Zeit nach dem Sezessionskrieg begannen wohlhabende Einwohner von Louisville damit, sich in der Nähe der Stadt Landhäuser zu bauen, wo sie die Wochenenden oder den Sommer verbringen und schließlich, als schnellere Verkehrsmittel verfügbar wurden, auch wohnen konnten. Das Haus war einst eines von mehreren in einem ähnlichen Villastil gebauten Häuser auf mit großem Grundstück an der Südseite der Frankfort Avenue, die das Tal überblickten, in dem heute der Grinstead Drive verläuft. Die meisten anderen in gleicher Nähe zur Downtown liegenden dieser Häuser wurden zu Beginn des 20. Jahrhunderts abgerissen, um Platz zur Bebauung mit Häusern auf kleinen Grundstücken zu machen. Anfang der 1970er Jahre gab es nur noch ein weiteres solches Anwesen in Crescent Hill. Es wurde 1974 durch einen Tornado irreparabel beschädigt.
Joseph Peterson, ein wohlhabender Tabakhändler aus Louisville, ließ es erbauen. Er war in jener Zeit bekannt für seine Beiträge zur Architektur Louisvilles. Der Nachruf auf ihn von 1889 stellte heraus, dass er „viele der gefälligen und besten Bauwerke gebaut hat, die [Louisvilles] Straßen schmücken“. Es wird angenommen, dass das Gebäude durch den ortsansässigen Architekten Henry Whitestone erbaut wurde.
Petersons Enkelin Eliza Dumesnil erbte das Haus und lebte bis zu ihrem Tod 1948 darin. Dann kaufte es der Louisville Board of Education an und betrieb es als private Clubeinrichtung für Lehrer – eine in den Vereinigten Staaten einzigartige Einrichtung. Diese Praxis wurde aufgegeben und 1982 wurde das Haus an die Peterson-Dumesnil House Foundation verkauft.

## Architektur
Das Peterson House entstand um 1869/1870 mit einem asymmetrischen Grundriss. Es ist aus Backsteinen gebaut und sitzt auf einem Kalksteinsockel. Es ist weiß gestrichen und verfügt über zwei Stockwerke. Die einzige größere Änderung des Hauses nach der Fertigstellung ist eine neue Terrasse an der Vorderseite des Hauses, die irgendwann nach 1898 entstand.
Die italienisch angehauchte Fassade des Hauses ist üblich für die Landsitze jener Zeit.